# Triyards Holdings
Triyards Holdings är ett 2012 börsnoterat singaporianskt skeppsvarv, som främst tillverkar offshorefartyg. Företaget har varv i Singapore samt i Ho Chi Minh City och Vung Tau i Vietnam.
Varvet har specialiserat sig bland annat på liftboats, arbetsfartyg för service på offshoreanläggningar, som har vid skrovet har monterade tre eller fyra höj- och sänkbara ben. Benen sänkts ned på fast havsbotten, varefter själva fartyget höjs så att kölen kommer upp en bit över havsvågorna.
Triyards Holdings köpte 2014 det australiensiska varvsföretaget Strategic Marine. Detta har två varv: dels i Vung Tau i Vietnam och dels i Singapore, varav det i Vietnam är det väsentligt större.
Varvet i Vung Tau levererade hösten 2019 den 85 meter långa katamaranfärjan MV Alfred till Pentland Ferries på Orkneyöarna.